# Lacmellea klugii
Lacmellea klugii là một loài thực vật có hoa trong họ La bố ma. Loài này được Monach. mô tả khoa học đầu tiên năm 1945.